# Nature morte à l'épée de matador
 Nature morte à l'épée de matador est  une peinture de tauromachie de Pablo Picasso, réalisée en 1941 dans son atelier des Grands-Augustins.

## Contexte
Pierre Daix  considère cette toile comme typique des tableaux peints par Picasso sous l'occupation nazie, avec une sensation d'enfermement, une lumière chiche et blafarde, et l'obsession de la nourriture à cause des privations.

## Autres natures mortes tauromachiques
David Douglas Duncan voit dans cette nature morte une continuité avec les précédentes natures mortes tauromachiques  comme : "Nature morte à la tête de taureau rouge", novembre 1938 (97 × 129 cm), ou les suivantes : "Nature morte à la tête de taureau" juin 1958, (162 × 130 cm)  actuellement conservée  au Musée Picasso de Paris.